# Зенсвайлер
Зенсвайлер (нім. Sensweiler) — громада в Німеччині, розташована в землі Рейнланд-Пфальц. Входить до складу району Біркенфельд. Складова частина об'єднання громад Геррштайн.
Площа — 8,43 км2. Населення становить 417 ос. (станом на 31 грудня 2020).